# Epiconcana leucomera
Epiconcana leucomera là một loài bướm đêm trong họ Noctuidae.